# 1493: Świat po Kolumbie
1493: Świat po Kolumbie (ang. 1493: Uncovering the New World Columbus Created) – książka autorstwa Charlesa C. Manna wydana w 2011.  Omawia zmiany, jakie wywołało odkrycie Ameryki przez Krzysztofa Kolumba, których owocem jest obecna zglobalizowana cywilizacja. Jest to kontynuacja poprzedniej książki Manna, 1491, traktującej o Ameryce u progu wizyty Kolumba.

## Recenzje
Ian Morris w recenzji opublikowanej na łamach New York Times zwraca uwagę, że książka jest interesująca: "[Mann] sprawia, że nawet temat, który brzmi totalnie nieobiecująco, staje się fascynujący" Gregory McNamee, który recenzował książkę na łamach The Washington Post, dostrzegł w 1493 fascynujący przykład połączenia literatury faktu z dobrą narracją.